# Rocktábor
A Rocktábor (eredeti cím: Camp Rock) a Disney Channel 2008-ban kifutott zenés filmje. Felépítése hasonlít a Disney egyik korábbi sikerfilm-sorozatára, a Szerelmes hangjegyekre.
Amerikában 2008. június 20-án debütált, melyet több mint 16,1 millió néző látott, ami a második legnézettebb Disney mozifilm a Szerelmes hangjegyek 2. mögött. Magyarországon 2008. november 8-án mutatták be az RTL Klubon, 2008. november 16-án pedig DVD-n adták ki.

## Tartalom
Filmünk főhőse, Mitchie Torres (Demi Lovato) egy diáklány, aki él-hal a zenéért. Az iskolában egy tábor megszervezése zajlik, amely a Camp Rock nevet viseli; Mitchie mindenáron szeretne rá jelentkezni, de az anyja először pénzhiány miatt elutasítja, majd végül beleegyezik. Annál is inkább, mivel az anyukája lesz a tábori ellátó csapat feje. A megérkezést követően Mitchie bele is veti magát a tábori életbe: barátokat, társakat próbál maga köré gyűjteni, de nem éppen egy egyszerű módszerrel: hazugságokba adja a fejét, hogy minél inkább elfogadják. Ő azonban érzi, hogy ez sokáig nem maradhat így.
A híres trió, a Connect 3 súlyos gondokkal küzd: a kiadó cégük elégedetlen a csapattal, ezért Shane-t, a csapat frontemberét a testvérei (akik egyébként a banda másik két tagja) a Camp Rockba "száműzik". Megérkezését követően a rajongók rögtön üldözni kezdik. Egy ilyen menekülés folyamán hallja meg Mitchiet, amint éppen az étkezde zongoráján gyakorolja egyik saját számát, a This Is Me-t. Shane-nek nagyon megtetszik a hang és a zene. A zárópartin Shane-nek egy duettet kell elénekelnie a tábor legjobb énekesével, így megkezdődik a végtelennek tűnő hajsza a duett társ után.
Mitchie, mivelhogy másnak adja ki magát, illetve a családját, rossz társaságba keveredik: az úgynevezett elitkörbe. Később, miután kiderül, hogy a kezdetektől kezdve végig hazudott saját magával és a szüleivel kapcsolatban, az elitkörből kidobják, és Shane is összeveszik vele; Shane-nel ekkorra már ismerik egymást, és nagyon jól érzik magukat egymás társaságában.
Mitchie egy ártatlan bűntett miatt kizárásra kerül a zárópartiról, ezért elveszni látszik az esély, hogy jól sikerüljön a nyara. Végül mégis megjelenik, ahol énekel és osztatlan sikert arat, és eközben Shane is "visszatér" hozzá. Három hónap múlva a korábbi ellenségekből is barátok lettek, s a csajok már együtt próbálnak, ugyanis híres előadóművészek lettek.

## Szereplők
| Szereplő                | Színész                   | Magyar hang |
| ----------------------- | ------------------------- | --- |
| Mitchie Torres          | Demi Lovato               | Gulás Fanni |
| Shane Gray              | Joe Jonas                 | Sánta László |
| Theresa "Tess" Tyler    | Meaghan Martin            | Kardos Eszter |
| Connie Torres           | Maria Canals-Barrera      | Kovács Nóra |
| Caitlyn Geller          | Alyson Stoner             | Czető Zsanett |
| Dee La Duke             | Julie Brown               | Andresz Kati |
| Brown Cesario           | Daniel Fathers            | Czvetkó Sándor |
| Ella Pador              | Anna Maria Pérez de Tagle | Berkes Boglárka |
| Margaret "Peggy" Dupree | Jasmine Richards          | Csifó Dorina |
| Barron James            | Jordan Francis            | Baradlay Viktor |
| Sander Loyer            | Roshon Fegan              | Heisz Krisztián |
| Jason Gray              | Kevin Jonas               | ifj. Morassi László |
| Nate Gray               | Nick Jonas                | Ungvári Gergely |
| Lola Scott              | Aaryn Doyle               | Györfi Anna |
| Steve Torres            | Edward Jaunz              | Németh Gábor |
| Sierra                  | Bailey Stocker            | Szabó Zselyke |
| További szereplők       | –                         | Biczók Gergely Böjte Annamária Gerhát Barbara Madarász Máté Molnár Judit Molnár Miklós Nagy Viktor Pavletits Béla Sági Tímea Takács Flóra Valner Marietta |

## Filmzene
A film azonos című albuma 2008. június 17-én jelent meg Amerikában. A zenéért elsősorban a Jonas Brothers a felelős, de természetesen a Mitchiet alakító Demi Lovato sem tétlenkedik ilyen téren.

### Számlista
| 1.    | We Rock          | Camp Rock cast                            | 3:10 |
| 2.    | Play My Music    | Jonas Brothers                            | 3:17 |
| 3.    | Gotta Find You   | Joe Jonas                                 | 4:01 |
| 4.    | Start the Party  | Jordan Francis                            | 3:00 |
| 5.    | Who Will I Be    | Demi Lovato                               | 3:06 |
| 6.    | This Is Me       | Demi Lovato & Joe Jonas                   | 3:09 |
| 7.    | Hasta La Vista   | Jordan Francis & Roshon Bernard Fegan     | 2:35 |
| 8.    | Here I Am        | Renee Sandstrom                           | 3:45 |
| 9.    | Too Cool         | Meaghan Martin                            | 2:49 |
| 10.   | Our Time Is Here | Demi Lovato, Meaghan Martin & Aaryn Doyle | 3:25 |
| 11.   | 2 Stars          | Meaghan Martin                            | 2:55 |
| 12.   | What it Takes    | Aaryn Doyle                               | 2:41 |
| 39:18 |                  |                                           |      |

## Premierek
| Ország                                | Dátum (2008)                  | Csatorna                             |
| ------------------------------------- | ----------------------------- | ------------------------------------ |
| Amerikai Egyesült Államok             | Június 17-22.                 | Disney Channel, ABC                  |
| Japán                                 | Augusztus 1.                  | Disney Channel                       |
| Egyesült Királyság                    | Szeptember 19.                | Disney Channel                       |
| Németország                           | Szeptember 19-20.             | Disney Channel, Pro7                 |
| Ausztria · Spanyolország · Portugália | Szeptember 20.                | ORF 1 Disney Channel                 |
| Ausztrália                            | Szeptember 26. – november 29. | Disney Channel, Movie One, Channel 7 |
| Magyarország                          | November 8. November 15.      | RTL Klub JETIX                       |

## Háttér
- A film az Ontario megyében található Haliburton városkában játszódik, Kanadában; Ezért is amerikai-kanadai koprodukció.
- A film folytatása, a Rocktábor 2. – A záróbuli 2010. szeptember 3-án debütált Amerikában, míg hazánkban 2010. szeptember 18-án mutatták be.